# Coupe de l'AFC 2012
Navigation
Édition précédente Édition suivante
La Coupe de l'AFC 2012 est la 9e édition de la Coupe de l'AFC, se jouant entre des clubs de nations membres de la Confédération asiatique de football. 
Les équipes se sont qualifiées par le biais de leur championnat respectif ou en remportant leur coupe nationale. La majorité des pays concernés ont deux représentants (le champion et le vainqueur de la Coupe, ou le deuxième du championnat en cas de doublé) à deux exceptions :
- le Koweït a une place supplémentaire car le finaliste de la dernière édition, Koweït SC, n'est pas parvenu à remplir les critères voulus par l'AFC pour concourir en Ligue des champions (le règlement dispose que les deux finalistes de la Coupe de l'AFC sont automatiquement qualifiés pour la Ligue des champions la saison suivante).
- l'Indonésie n'a droit qu'à un seul représentant (pour le vice-champion d'Indonésie) puisque son champion participe au tour préliminaire de la Ligue des champions, comme la saison dernière.

Plusieurs changements ont lieu par rapport à la saison dernière. Tout d'abord, la Birmanie a droit à deux places, à la suite de ses bons résultats en Coupe du président de l'AFC. Ensuite, la Malaisie choisit de présenter deux équipes, après une absence en Coupe de l'AFC 2011. Enfin, les équipes d'Inde et des Maldives, auparavant en zone Asie de l'Est passent dans la zone Asie de l'Ouest, afin de compenser l'arrivée de ces deux nations.
Les deux nations les plus faibles du plateau, les Maldives et le Yémen, voient leur deuxième club engagé s'affronter en tour préliminaire. En plus des deux équipes jouant ce barrage, trois équipes sont reversées de la Ligue des champions de l'AFC 2012.
C'est le Koweït SC qui remporte la compétition après avoir disposé facilement des Irakiens d'Arbil SC lors de la finale, pourtant disputée dans le stade Franso Hariri d'Erbil. Il s'agit du deuxième succès du club dans cette compétition et de sa troisième finale en quatre ans. Arbil est également un habitué du haut niveau puisqu'en plus de cette finale, le club a aussi atteint le dernier carré lors de l'édition précédente.

## Participants
| Phase de groupes | Phase de groupes |
| Asie de l'Ouest (groupes A-E) | Asie de l'Est (groupes F-H) |
| --- | --- |
| - Salgaocar SC Champion d'Inde 2010-2011 - East Bengal Club Vice-champion d'Inde 2010-2011 - Al-Zawra'a SC Champion d'Irak 2010-2011 - Arbil SC Finaliste du championnat d'Irak 2010-2011 - Al-Weehdat Club Champion de Jordanie 2010-2011 - Al-Faisaly Club Vice-champion de Jordanie 2010-2011 - Qadsia SC Champion du Koweït 2010-2011 - Koweït SC Vice-champion du Koweït 2010-2011 - Kazma SC Vainqueur de la Coupe du Koweït 2011 - Al-Ahed Champion du Liban 2010-2011 - Safa Beyrouth Vice-champion du Liban 2010-2011 - Al-Suwaiq Champion d'Oman 2010-2011 - Al Oruba Sur Vice-champion d'Oman 2010-2011 - Al Ittihad Alep Vainqueur de la coupe de Syrie 2010-2011 - Al Shorta Damas Vainqueur du barrage syrien pour la Coupe de l'AFC - VB Addu FC Champion des Maldives 2011 - Al Oruba Zabid Champion du Yémen 2010-2011 | - Kitchee SC Champion de Hong Kong 2010-2011 - Citizens AA Vainqueur du Hong Kong Senior Shield 2010-2011 - Arema Malang Vice-champion d'Indonésie 2010-2011 - Kelantan FA Champion de Malaisie 2011 - Terengganu FA Vainqueur de la coupe de Malaisie 2011 - Yangon United Champion de Birmanie 2011 - Ayeyawady United Vice-champion de Birmanie 2011 - Tampines Rovers Champion de Singapour 2011 - Home United FC Vainqueur de la coupe de Singapour 2011 - Sông Lam Nghệ An Champion du Viêt Nam 2011 - Navibank de Saigon Vainqueur de la coupe du Viêt Nam 2011 |
| Perdants des play-off de la Ligue des champions | |
| - Neftchi Ferghana Champion d'Ouzbékistan 2011 - Ettifaq FC 4e du championnat d'Arabie saoudite 2010-2011 | - Chonburi FC - Champion de Thaïlande 2011 |
| Participants au barrage | |
| - Victory SC Champion des Maldives 2011 - Al-Tilal SC Vice-champion du championnat du Yémen 2010-2011 | Aucun |

## Calendrier
| Tour             | Nom                                             | Date aller                                      | Date retour                                     | Équipes participantes |                  |
| Phase de groupes | Phase de groupes                                | Phase de groupes                                | Phase de groupes                                | Phase de groupes      | Phase de groupes |
| ---------------- | ----------------------------------------------- | ----------------------------------------------- | ----------------------------------------------- | --------------------- | ---------------- |
| 1-6              | Journées 1 et 5 Journées 2 et 6 Journées 3 et 4 | 6-7 mars 20-21 mars 3-4 avril                   | 24-25 avril 8-9 mai 10-11 avril                 | 32                    |                  |
| Phase finale     |                                                 |                                                 |                                                 |                       |                  |
| 1                | Huitièmes de finale                             | 22 mai (Asie de l'Est) 23 mai (Asie de l'Ouest) | 22 mai (Asie de l'Est) 23 mai (Asie de l'Ouest) | 16                    |                  |
| 2                | Quarts de finale                                | 18 septembre                                    | 25 septembre                                    | 8                     |                  |
| 3                | Demi-finale                                     | 2 octobre                                       | 23 octobre                                      | 4                     |                  |
| 4                | Finale                                          | 3 novembre                                      | 3 novembre                                      | 2                     |                  |

## Tour préliminaire
Une place est réservée au vainqueur d'un barrage entre les clubs des deux plus faibles fédérations inscrites dans la compétition (à savoir les Maldives et le Yémen).
| Équipe 1    | Résultat | Équipe 2   |
| ----------- | -------- | ---------- |
| Al-Tilal SC | 4 - 3    | Victory SC |

## Phase de groupes

### Groupe A
| Rang | Équipe          | Pts | J | G | N | P | Bp | Bc | Diff |  | Résultats (▼ dom., ► ext.) |     |     |     |     |
| ---- | --------------- | --- | - | - | - | - | -- | -- | ---- |  | -------------------------- | --- | --- | --- | --- |
| 1    | Qadsia SC       | 10  | 6 | 3 | 1 | 2 | 14 | 7  | +7   |  | Qadsia SC                  |     | 2-0 | 1-2 | 5-2 |
| 2    | Al-Suwaiq       | 10  | 6 | 3 | 1 | 2 | 8  | 9  | -1   |  | Al-Suwaiq                  | 1-5 |     | 0-0 | 2-0 |
| 3    | Al-Faisaly      | 9   | 6 | 2 | 3 | 1 | 10 | 7  | +3   |  | Al-Faisaly                 | 1-1 | 2-3 |     | 1-1 |
| 4    | Al Ittihad Alep | 4   | 6 | 1 | 1 | 4 | 5  | 14 | -9   |  | Al Ittihad Alep            | 1-0 | 0-2 | 1-4 |     |

### Groupe B
| Rang | Équipe           | Pts | J | G | N | P | Bp | Bc | Diff |  | Résultats (▼ dom., ► ext.) |     |     |     |     |
| ---- | ---------------- | --- | - | - | - | - | -- | -- | ---- |  | -------------------------- | --- | --- | --- | --- |
| 1    | Arbil SC         | 14  | 6 | 4 | 2 | 0 | 11 | 5  | +6   |  | Arbil SC                   |     | 2-1 | 1-1 | 2-0 |
| 2    | Kazma SC         | 11  | 6 | 3 | 2 | 1 | 10 | 6  | +4   |  | Kazma SC                   | 1-2 |     | 1-1 | 3-0 |
| 3    | Al Oruba Zabid   | 8   | 6 | 2 | 2 | 2 | 10 | 8  | +2   |  | Al Oruba Zabid             | 2-2 | 1-2 |     | 4-1 |
| 4    | East Bengal Club | 0   | 6 | 0 | 0 | 6 | 2  | 14 | -12  |  | East Bengal Club           | 0-2 | 0-1 | 1-2 |     |

### Groupe C
| Rang | Équipe           | Pts | J | G | N | P | Bp | Bc | Diff |  | Résultats (▼ dom., ► ext.) |     |     |     |     |
| ---- | ---------------- | --- | - | - | - | - | -- | -- | ---- |  | -------------------------- | --- | --- | --- | --- |
| 1    | Ettifaq FC       | 14  | 6 | 4 | 2 | 0 | 18 | 7  | +11  |  | Ettifaq FC                 |     | 2-2 | 0-0 | 2-0 |
| 2    | Koweït SC        | 11  | 6 | 3 | 2 | 1 | 17 | 10 | +7   |  | Koweït SC                  | 1-5 |     | 1-0 | 7-1 |
| 3    | Al Ahed Beyrouth | 7   | 6 | 2 | 1 | 3 | 3  | 7  | -4   |  | Al Ahed Beyrouth           | 1-3 | 0-4 |     | 5-3 |
| 4    | VB Addu FC       | 1   | 6 | 0 | 1 | 5 | 9  | 23 | -14  |  | VB Addu FC                 | 3-6 | 2-2 | 0-1 |     |

### Groupe D
| Rang | Équipe           | Pts | J | G | N | P | Bp | Bc | Diff |  | Résultats (▼ dom., ► ext.) |     |     |     |     |
| ---- | ---------------- | --- | - | - | - | - | -- | -- | ---- |  | -------------------------- | --- | --- | --- | --- |
| 1    | Al-Weehdat       | 12  | 6 | 4 | 0 | 2 | 15 | 9  | +6   |  | Al-Weehdat                 |     | 3-1 | 2-1 | 5-0 |
| 2    | Neftchi Ferghana | 11  | 6 | 3 | 2 | 1 | 11 | 7  | +4   |  | Neftchi Ferghana           | 2-1 |     | 3-1 | 3-0 |
| 3    | Al Oruba Sur     | 7   | 6 | 2 | 1 | 3 | 8  | 10 | -2   |  | Al Oruba Sur               | 4-2 | 0-0 |     | 1-0 |
| 4    | Salgaocar SC     | 4   | 6 | 1 | 1 | 4 | 6  | 14 | -8   |  | Salgaocar SC               | 1-2 | 2-2 | 3-1 |     |

### Groupe E
| Rang | Équipe          | Pts | J | G | N | P | Bp | Bc | Diff |  | Résultats (▼ dom., ► ext.) |     |     |     |     |
| ---- | --------------- | --- | - | - | - | - | -- | -- | ---- |  | -------------------------- | --- | --- | --- | --- |
| 1    | Al Shorta Damas | 15  | 6 | 5 | 0 | 1 | 14 | 6  | +8   |  | Al Shorta Damas            |     | 3-2 | 3-2 | 3-0 |
| 2    | Al-Zawra'a SC   | 12  | 6 | 4 | 0 | 2 | 12 | 5  | +7   |  | Al-Zawra'a SC              | 2-1 |     | 1-0 | 5-0 |
| 3    | Safa Beyrouth   | 9   | 6 | 3 | 0 | 3 | 6  | 7  | -1   |  | Safa Beyrouth              | 0-2 | 1-0 |     | 1-0 |
| 4    | Al-Tilal SC     | 0   | 6 | 0 | 0 | 6 | 1  | 15 | -14  |  | Al-Tilal SC                | 0-2 | 0-2 | 1-2 |     |

### Groupe F
| Rang | Équipe           | Pts | J | G | N | P | Bp | Bc | Diff |  | Résultats (▼ dom., ► ext.) |     |     |     |     |
| ---- | ---------------- | --- | - | - | - | - | -- | -- | ---- |  | -------------------------- | --- | --- | --- | --- |
| 1    | Kitchee SC       | 11  | 6 | 3 | 2 | 1 | 9  | 4  | +5   |  | Kitchee SC                 |     | 2-2 | 2-0 | 3-1 |
| 2    | Terengganu FA    | 10  | 6 | 3 | 1 | 2 | 10 | 8  | +2   |  | Terengganu FA              | 0-2 |     | 6-2 | 0-2 |
| 3    | Sông Lam Nghệ An | 7   | 6 | 2 | 1 | 3 | 6  | 9  | -3   |  | Sông Lam Nghệ An           | 1-0 | 0-1 |     | 3-0 |
| 4    | Tampines Rovers  | 5   | 6 | 1 | 2 | 3 | 3  | 7  | -4   |  | Tampines Rovers            | 0-0 | 0-1 | 0-0 |     |

### Groupe G
| Rang | Équipe         | Pts | J | G | N | P | Bp | Bc | Diff |  | Résultats (▼ dom., ► ext.) |     |     |     |     |
| ---- | -------------- | --- | - | - | - | - | -- | -- | ---- |  | -------------------------- | --- | --- | --- | --- |
| 1    | Chonburi FC    | 14  | 6 | 4 | 2 | 0 | 10 | 5  | +5   |  | Chonburi FC                |     | 1-0 | 2-0 | 1-0 |
| 2    | Home United FC | 10  | 6 | 3 | 1 | 2 | 9  | 6  | +3   |  | Home United FC             | 1-2 |     | 3-1 | 3-1 |
| 3    | Citizens AA    | 7   | 6 | 2 | 1 | 3 | 9  | 12 | -3   |  | Citizens AA                | 3-3 | 1-2 |     | 2-1 |
| 4    | Yangon United  | 2   | 6 | 0 | 2 | 4 | 4  | 9  | -5   |  | Yangon United              | 1-1 | 0-0 | 1-2 |     |

### Groupe H
| Rang | Équipe             | Pts | J | G | N | P | Bp | Bc | Diff |  | Résultats (▼ dom., ► ext.) |     |     |     |     |
| ---- | ------------------ | --- | - | - | - | - | -- | -- | ---- |  | -------------------------- | --- | --- | --- | --- |
| 1    | Kelantan FA        | 13  | 6 | 4 | 1 | 1 | 10 | 5  | +5   |  | Kelantan FA                |     | 3-0 | 0-0 | 1-0 |
| 2    | Arema Malang       | 7   | 6 | 2 | 1 | 3 | 12 | 12 | 0    |  | Arema Malang               | 1-3 |     | 6-2 | 1-1 |
| 3    | Navibank de Saigon | 7   | 6 | 2 | 1 | 3 | 10 | 12 | -2   |  | Navibank de Saigon         | 1-2 | 3-1 |     | 4-1 |
| 4    | Ayeyawady United   | 7   | 6 | 2 | 1 | 3 | 7  | 10 | -3   |  | Ayeyawady United           | 3-1 | 0-3 | 2-0 |     |

## Phase finale

### Huitièmes de finale
| Équipe 1        | Résultat      | Équipe 2         |
| --------------- | ------------- | ---------------- |
| Qadsia SC       | 1 - 1 1-3 tab | Koweït SC        |
| Ettifaq FC      | 1 - 0         | Al-Suwaiq        |
| Arbil SC        | 4 - 0         | Neftchi Ferghana |
| Al-Weehdat Club | 2 - 1 ap      | Kazma SC         |
| Al Shorta Damas | 3 - 0         | Home United FC   |
| Chonburi FC     | 1 - 0         | Al-Zawra'a SC    |
| Kitchee SC      | 0 - 2         | Arema Malang     |
| Kelantan FA     | 3 - 2         | Terengganu FA    |

### Tableau final
|  | Quarts de finale | Quarts de finale | Quarts de finale | Quarts de finale |           |           | Demi-finales | Demi-finales | Demi-finales | Demi-finales |  |  | Finale | Finale | Finale | Finale |
|  |                  |                  |                  |                  |           |           |              |              |              |              |  |  |        |        |        |        |
|  |                  |                  |                  |                  |           |           |              |              |              |              |  |  |        |        |        |        |
|  |                  |                  |                  |                  |           |           |              |              |              |              |  |  |        |        |        |        |
|  | Arbil SC         | Arbil SC         | 5                | 1                |           |           |              |              |              |              |  |  |        |        |        |        |
|  | Arbil SC         | Arbil SC         | 5                | 1                |           |           |              |              |              |              |  |  |        |        |        |        |
|  | Kelantan FA      | Kelantan FA      | 1                | 1                |           |           |              |              |              |              |  |  |        |        |        |        |
|  | Kelantan FA      | Kelantan FA      | 1                | 1                | Arbil SC  | Arbil SC  | 4            | 4            |              |              |  |  |        |        |        |        |
|  |                  |                  |                  |                  | Arbil SC  | Arbil SC  | 4            | 4            |              |              |  |  |        |        |        |        |
|  |                  |                  | Chonburi FC      | Chonburi FC      | 1         | 1         |              |              |              |              |  |  |        |        |        |        |
|  | Chonburi FC      | Chonburi FC      | Chonburi FC      | Chonburi FC      | 1         | 1         | 1            | 4            |              |              |  |  |        |        |        |        |
|  | Chonburi FC      | Chonburi FC      |                  |                  |           |           |              | 4            |              |              |  |  |        |        |        |        |
|  | Al Shorta Damas  | Al Shorta Damas  | 2                | 2                |           |           |              |              |              |              |  |  |        |        |        |        |
|  | Al Shorta Damas  | Al Shorta Damas  | 2                | 2                | Arbil SC  | Arbil SC  | 0            | 0            |              |              |  |  |        |        |        |        |
|  |                  |                  |                  |                  | Arbil SC  | Arbil SC  | 0            | 0            |              |              |  |  |        |        |        |        |
|  |                  |                  | Koweït SC        | Koweït SC        | 4         | 4         |              |              |              |              |  |  |        |        |        |        |
|  | Koweït SC        | Koweït SC        | Koweït SC        | Koweït SC        | 4         | 4         | 0            | 3            |              |              |  |  |        |        |        |        |
|  | Koweït SC        | Koweït SC        |                  |                  |           |           |              |              |              |              |  |  |        |        |        |        |
|  | Al-Weehdat Club  | Al-Weehdat Club  | 0                | 0                |           |           |              |              |              |              |  |  |        |        |        |        |
|  | Al-Weehdat Club  | Al-Weehdat Club  | 0                | 0                | Koweït SC | Koweït SC | 4            | 2            |              |              |  |  |        |        |        |        |
|  |                  |                  |                  |                  | Koweït SC | Koweït SC | 4            | 2            |              |              |  |  |        |        |        |        |
|  |                  |                  | Ettifaq FC       | Ettifaq FC       | 1         | 0         |              |              |              |              |  |  |        |        |        |        |
|  | Arema Malang     | Arema Malang     | Ettifaq FC       | Ettifaq FC       | 1         | 0         | 0            | 0            |              |              |  |  |        |        |        |        |
|  | Arema Malang     | Arema Malang     |                  |                  |           |           |              | 0            |              |              |  |  |        |        |        |        |
|  | Ettifaq FC       | Ettifaq FC       | 2                | 2                |           |           |              |              |              |              |  |  |        |        |        |        |
|  | Ettifaq FC       | Ettifaq FC       | 2                | 2                |           |           |              |              |              |              |  |  |        |        |        |        |
|  |                  |                  |                  |                  |           |           |              |              |              |              |  |  |        |        |        |        |

### Finale
| 3 novembre 2012 | Arbil SC | 0 - 4 | Koweït SC                                           | Stade Franso-Hariri, Erbil                          |                                                     |
| 17:00           |          |       | 3e (pen.), 90e Hammemi · 42e Rogerinho · 83e Khamis | Spectateurs : 30 000 Arbitrage : Valentin Kovalenko | Spectateurs : 30 000 Arbitrage : Valentin Kovalenko |